# Grote mensen, daar kan je beter soep van koken
Grote mensen, daar kan je beter soep van koken is een kinderboek van Guus Kuijer uit 1976, met illustraties van Mance Post. Het is het tweede boek in Kuijers Madelief-serie. Een centraal thema in het verhaal is opgroeien.
Het boek kreeg in 1977 de Zilveren Griffel.

## Verhaal
Madelief is net verhuisd en voelt zich nogal eenzaam. In haar nieuwe buurt wonen geen andere kinderen, behalve een jongen genaamd Robbie, bijgenaamd "Robbie de Rover". Robbie gedraagt zich nogal vreemd, het is een jongen die liever niets met andere mensen te maken heeft en bovendien beweert dat hij niet kan lezen. Hij houdt zich vaak schuil in een leegstaand, dichtgetimmerd huis, net om de hoek van de straat waar Madelief woont. Na verloop van tijd sluit Madelief vriendschap met hem. Bij Robbies ouders helpt Madelief met het zorgen voor Robbies pasgeboren broertje Arie. 
Aan het eind van het verhaal blijkt dat het huis waar Robbies ouders met hun gezin naartoe verhuizen, het leegstaande huis is waar Robbie zelf al enige tijd zit. Robbie zegt dat hij nu maar alleen op een eiland gaat wonen, omdat hij geen last van zijn familie wil hebben.